# 埃姆赫斯特大道車站
埃姆赫斯特大道車站（英語：Elmhurst Avenue station）是紐約地鐵IND皇后林蔭路線的一個慢車地鐵站，位於皇后區埃姆赫斯特埃姆赫斯特大道、45大道及百老匯交界，設有R線（任何時候停站（深夜停站））、E線（僅深夜停站）、M線（僅平日停站）列車服務。

## 車站結構
| G        | 街道層             | 出入口                                                                                     |
| M        | 夾層               | 閘機、車站詢問處、MetroCard自動售票機                                                      |
| P 月台層 | 側式月台，右側開門 | 側式月台，右側開門                                                                         |
| P 月台層 | 南行               | 平日往百老匯交匯（羅斯福大道） · 往95街（羅斯福大道） · 深夜時往世界貿易中心（羅斯福大道） |
| P 月台層 | 南行快速           | 不停靠                                                                                     |
| P 月台層 | 北行快速           | 不停靠                                                                                     |
| P 月台層 | 北行               | （平日） 往森林小丘-71大道（格蘭大道） · 深夜時往牙買加中心（格蘭大道）                    |
| P 月台層 | 側式月台，右側開門 |                                                                                            |

此地下車站設有兩個側式月台和四條軌道。日間的E線列車和任何時候的F線列車都使用中央快車軌道。
此站在月台之上設有全長的夾層，軌道則有黃式I字型支柱支撐。然而在車站最西端的樓梯設有由夾層各方向進入的行人通道，方便不同方向之間的轉乘。各月台都設有上行至夾層的七條樓梯。
此站在2005年7月6日列入國家史蹟名錄。

## 外部連結
- nycsubway.org—IND Queens Boulevard Line: Elmhurst Avenue
- Station Reporter — R Train
- Station Reporter — M Train
- The Subway Nut — Elmhurst Avenue Pictures （页面存档备份，存于）
- Elmhurst Avenue entrance from Google Maps Street View （页面存档备份，存于）
- Britton Avenue entrance from Google Maps Street View （页面存档备份，存于）
- 82nd Street entrance from Google Maps Street View （页面存档备份，存于）
- Platforms from Google Maps Street View